# Rombo jezik
Rombo jezik (ISO 639-3: rof; kirombo), nigersko-kongoanski jezik centralne bantu skupne iz zone E, kojim govori nepoznat broj ljudi u Tanzaniji. Ima nekoliko dijalekata, keni, mashati, mkuu i usseri.
Zajedno s još 6 jezika pripada podskupini podskupini Chaga (E.30).

## Vanjske poveznice
- Ethnologue (14th)
- Ethnologue (15th)